# Humberto (televisieprogramma)
Humberto was een Nederlands praatprogramma van de commerciële televisiezender RTL 4, waarvan de laatste aflevering op vrijdag 11 juli 2025 werd uitgezonden. Het programma werd gepresenteerd door Humberto Tan. Het was een coproductie van PilotStudio, destijds ook verantwoordelijk voor de praatprogramma's Beau, Renze en voorheen Jinek, in samenwerking met RTL.
RTL maakte in maart 2025 bekend dat de praatprogramma's Humberto, Renze en Beau per september van dat jaar verder zouden gaan onder een gezamenlijke titel, RTL Tonight. EndemolShine zal het stokje overnemen van PilotStudio als producent van het programma op de late avond van RTL 4. Tan zal het programma, dat van zondag tot en met vrijdag zal worden uitgezonden, afwisselend presenteren met Klamer en Van Erven Dorens.

## Uitzendingen
In de voorbijgaande jaren, nadat Tan gestopt was met het eerdere praatprogramma RTL Late Night, benaderde Peter van der Vorst, in het voorjaar benoemd tot directeur content van RTL, hem al met de vraag of Tan ervoor voelde om weer een plek op de late avond te kreugen. Van der Vorst vond het vreemd dat RTL 4 geen praatprogramma op zondagavond had. Tan had na zijn vertrek aldaar voornamelijk amusementsprogramma's gemaakt en een praatprogramma omtrent voetbal VTBL. Hij had reeds in diverse televisieprogramma's en artikelen aangegeven er wel voor te voelen om terug te keren. In het najaar van 2020 maakte de presentator bekend dat hij inderdaad op de late avond zou terugkeren, als aanvulling op de praatprogramma's van destijds, Beau en Jinek.
Humberto werd wekelijks uitgezonden op zondagavond. Met de komst van dit programma had de zender zes dagen per week een actueel praatprogramma op de late avond. In de zomer nam Tan de presentatie van de doordeweekse late avond op zich, ter vervanging van de reguliere praatprogramma's.
In 2022 kwam er een uitzenddag bij voor Tan, de zaterdag. Het programma op de zaterdag en zondag zou hij gaan afwisselen met Renze, gepresenteerd door Renze Klamer. Humberto werd met ingang van het nieuwe uitzendschema aangekondigd als Humberto op Zaterdag en Humberto op Zondag. In het vernieuwde programma kwam meer ruimte voor muziek en entertainment met een andere uitstraling, karakter en studio. Op 20 februari 2023 maakte RTL bekend te stoppen met het uitzenden van het late avond praatprogramma op zaterdagen. De laatste zaterdaguitzending was op 8 april 2023.

## Studio en decor
Het praatprogramma wordt uitgezonden vanuit Studio Artis in Amsterdam, waar ook de andere RTL 4-praatprogramma's vandaan komen. Humberto deelt daarbij het decor met de andere programma's, maar heeft wel een eigen kleurstelling. Met de komst van de zaterdaguitzending besloten RTL en producent PilotStudio het programma een andere invulling te geven. Daarbij paste ook een compleet nieuwe studio. Hierdoor werd het programma uitgezonden vanuit Studio 33 in Kerkelanden, Hilversum.
Tot aan het televisieseizoen 2022/23 werd Humberto (eveneens als Renze) uitgezonden vanaf het Media Park vanuit Studio 31. In augustus 2023 keerde Humberto terug in Studio Artis met een vernieuwd decor.

### Locatie
In de zomer van 2021 werd het programma dagelijks uitgezonden. Gedurende de Olympische Zomerspelen in Tokio werd het twee weken lang uitgezonden vanuit het Kurhaus in Scheveningen. Ook in de zomer van 2024 werd er uitgeweken naar een andere locatie. Tijdens de Olympische Zomerspelen in Parijs werd er uitgezonden vanuit een café in de gaststad.

## Formule
Humberto is een programma waarin Tan met diverse gasten praat over de actuele onderwerpen van de dag. Ook is er muziek (akoestisch) en tijdens de zondagse editie een vooruitblik op de week die volgt. In de eerste aflevering waren onder anderen Louis van Gaal, Theo Hiddema en Jaap Reesema te gast. Cabaretier Stefano Keizers, nummer twee bij de 2020-editie van Het perfecte plaatje, besprak in het eerste seizoen zijn Foto van de Week.

## Waardering
De eerste uitzending van Humberto trok 660.000 kijkers, de eerste uitzending van de dagelijkse editie trok 809.000 kijkers.

## Spin-offs

### Humberto à Paris
Humberto à Paris is een spin-off van het programma Humberto wat wordt uitgezonden rondom de Olympische Zomerspelen 2024. Tan presenteert een dagelijks praatprogramma vanuit Café Charbon in Parijs waarin hij verschillende (sport)gasten ontvangt. Zo waren onder andere Michiel Vos, Erica Terpstra, Edwin van der Sar, Nick Schilder, Peter Heerschop en Pieter van den Hoogenband te gast. Frank Evenblij is een vaste gast in het programma en maakt reportages op locatie. Tess Lieder-Wester en Irene Schouten bezoeken de verschillende sportevenementen gedurende het toernooi en spreken de sporters. Ook zij schuiven regelmatig aan bij Tan aan tafel. Regelmatig is er ook een optreden, zo trad onder andere voormalig Eurovisiesongfestival-deelnemer Barbara Pravi op met Voilà. Het programma wordt dagelijks uitgezonden en start rond 21.45 uur.

### Radioprogramma
Onder dezelfde naam heeft Tan elke vrijdagmiddag een radioprogramma bij de publieke omroep AVROTROS tussen 14.00 en 16.00 uur op NPO Radio 1. Dit programma zal eind 2025 stoppen vanwege een vernieuwde programmering bij de zender.